# Ферінігінзький договір
Ферінігінзький договір — мирна угода, підписана 31 травня 1902 року, яка поклала край Другій англо-бурській війні між Південно-Африканською Республікою (Республікою Трансвааль) та Оранжевою Республікою, з одного боку, та Сполученим Королівством з іншого.
Це врегулювання передбачало припинення військових дій і остаточне самоуправління Трансваалю (Південно-Африканської Республіки) і Оранжевої Республіки як британських колоній. Бурські республіки погодилися перейти під суверенітет британської корони, і британський уряд домовився про різні деталі.

## Фон

### Бурська пропозиція із семи пунктів відхилена
9 квітня 1902 року, коли британці гарантували безпечний проїзд, бурське керівництво зустрілося в Клерксдорпі, Трансвааль. Були присутні Мартінус Стейн, президент Оранжевої Республіки та Шалк Бергер, виконуючий обов'язки президента Трансваалю, разом із бурськими генералами Луїсом Ботою, Яном Смутсом, Крістіаном де Ветом і Кусом де ла Реєм, і вони обговорювали хід війни та чи варто починати переговори з британцями.:462
12 квітня бурська делегація з десяти осіб прибула до Мелроуз-Гаус у Преторії та зустрілася з генералом Гербертом Кітченером, привізши з собою пропозицію з семи пунктів щодо договору про дружбу. Їхня позиція полягала в тому, щоб повернути довоєнний статус-кво для республік із певними змінами, такими як комерційний союз з британськими колоніями, голоси для уітлендерів, рівні мови в школах та амністія.:462 Кітченер був вражений, але переслав пропозицію до Лондона, знаючи, що вона не буде прийнята, але хотів, щоб діалог між двома сторонами продовжувався.:462 Альфред Мільнер приєднався до переговорів 14 квітня, але він був ворожий до бурів і хотів беззастережної капітуляції та вільного управління двома республіками як колоніями.:463 Британський уряд відхилив умови бурів, і делегація попросила Кітченера про серію перемир'їв, щоб вони могли повернутися і порадитися з коммандос щодо того, чи можуть вони домовитися про капітуляцію та її умови.:463

### Шістдесят делегатів досягли компромісу у Ференігінгу
15 травня коммандос обрали по 30 делегатів від кожної довоєнної республіки, і вони зустрілися у Ференіґінгу. Вони включали в Трансвааль деяких бюргерів, які не брали участі в бойових діях, але переважно військових офіцерів, таких як Кріс Бота, Ян Сельєрс з Ліхтенберга, Ян Кемп (Крюгерсдорп), Петрус Йоганнес Лібенберг (Потчефструм), Кріс Мюллер (Боксбург), Ді-Джей Шоман (Ліденбург) і С. П. дю Туа (Вольмарансстад). Оранжева Республіка була представлена, наприклад, Л. П.Х Ботою (Гаррісміт), Ґ. А. Брандом (Бетулія, Каледон-Рівер, Роуксвілл, Вепенер та Східний Блумфонтейн), Д. Х. ван Коллер (Гайльброн), Крістоффель Корнеліс Фронеман (Вінбург і Ледібранд), Я. Н. Якобс (Бошоф), К. А. ван Нікерк (Кроонстад), Вессел Якобус Весселс (Гаррісміт і Вреде).
Дискусія була гострою, розділилася між трансваальцями, які хотіли припинення війни, оскільки умови життя бурського цивільного населення в Трансваалі ставали жахливими через розкол тамтешнього бурського населення, тоді як представники Оранжевої Республіки бажали продовжувати війну.:463–4
Було досягнуто компромісу, і генерали повернулися до Преторії 19 травня з пропозицією, щоб республіки залишалися незалежними, зовнішні відносини та самоврядування були під британським контролем, поступилися контролем над Свазілендом і відмовилися від контролю над золотими родовищами Вітватерсранду.:464

### Дебати бурів і британців
Кітченер і Мілнер відкинули дані умови, оскільки обидва з них не погоджувалися щодо напрямку майбутнього: перший прагнув примирення, а другий — приниження.:465 Дебати між бурськими генералами та британською делегацією триватимуть кілька днів. Британці пішли на поступки, які передбачали позбавлення права голосу капських повстанців лише на п'ять років.:465
Питання про надання виборчих прав темношкірим було вирішено, коли аргументи Джозефа Чемберлена перед війною про те, що політичні права чорношкірих повинні розглядатися наприкінці війни, були проігноровані в інтересах примирення, і Сматс зміг включити пункт, що аргумент для чорних виборчих прав буде вирішено, коли самоврядування буде реалізовано для Трансваалю та Оранжевої Республіки.:465–6 Що стосується спірного питання британського та бурського військового боргу та векселів, Бота хотів 3 мільйони фунтів стерлінгів, тоді як британці пропонували 1 мільйон фунтів, і Мілнера розлютила ідея оплати бурських векселів, але Кітченер погодився, бачачи точку зору Боти, що це зміцнить останнього в обговоренні умов з його делегатами.:466 Оранжевою річкою та колоніями Трансваалю спочатку керуватиме британська військова адміністрація, потім цивільні особи, а потім у майбутньому — самоврядування. :467

### Мирна угода
27 травня 1902 року британський кабінет міністрів зібрався для обговорення остаточних умов договору, а 28 травня в Преторії бурам представили умови та дали три дні для прийняття рішення, відповіддю на яке було «так» або «ні».:466–7
Шістдесят бурських делегатів зібралися у Ференігінгу, щоб обговорити умови договору, і між трансваалерами та вільними державами розгорнулася гаряча дискусія, причому Бота та Смутс виступали за, а Мартінус Стейн виступав проти.:467, він пригрозив, що піде у відставку з посади президента Оранжевої Республіки після першого дня дебатів і порадив Крістіану де Вету, якщо трансваальці погодяться на договір, то він також повинен це зробити, оскільки Оранжева Республіка не може продовжувати війну самостійно.:468
Близько 14:00 31 травня 1902 року було призначено голосування, і 54 делегати проголосували за умови договору, лише 6 проголосували проти. Того ж дня лідери бурів повернулися до Кітченера в Мелроуз-хаус у Преторії, і мирний договір був підписаний.:469 Хоча договір названо на честь міста Веренігінг у Трансваалі, де проходили мирні переговори, насправді документ був підписаний у Мелроуз-гаусі в Преторії.

## Умови угоди
Це врегулювання призвело до припинення військових дій і капітуляції всіх бурських сил і їхньої зброї британцям, з обіцянкою остаточного самоврядування Трансваалю (Південно-Африканської Республіки) і Оранжевої Республіки як колоніям Британської імперії. Бурські республіки погодилися перейти під суверенітет Британської корони, і британський уряд домовився про певні деталі, включаючи таке:
1. Усім бурським бійцям обох республік довелося здатися
2. Усі учасники бойових дій будуть роззброєні
3. Кожен мав присягнути на вірність Короні
4. Жодних смертних вироків не буде
5. Застосовуватиметься загальна амністія
6. Використання голландської мови буде дозволено в школах і судах
7. Щоб згодом надати Трансваалю та Оранжевій Республіці самоврядування (цивільний уряд було надано у 1906 та 1907 роках відповідно)
8. Уникати обговорення питання виборчого права місцевих (чорних) до тих пір, поки не буде надано самоврядування
9. Виплатити бурам 3 000 000 фунтів стерлінгів допомоги на реконструкцію
10. Права власності бурів будуть дотримані
11. Земельний податок не буде введено
12. Зареєстрована приватна зброя буде дозволена

## Наслідки
Після того, як британський уряд надав бурським колоніям самоврядування, 31 травня 1910 року було створено Південно-Африканський Союз. Союз отримав відносну незалежність згідно з Імперською конференцією 1926 року та де-факто незалежність відповідно до Вестмінстерського статуту 1931 року. Країна вийшла з Британської Співдружності націй і стала республікою в 1961 році, тому розірвала всі політичні зв'язки з Великою Британією. Хоча Південна Африка все ще залишається республікою, вона знову приєдналася до Співдружності в 1994 році.

## Подальше читання
- Bossenbroek, M. P. (Translator Rosenberg, Yvette), The Boer War, Seven Stories Press, New York, 2018. ISBN 978-1609807474
- Davenport, T.; C. Saunders (2000). South Africa: A Modern History. Palgrave Macmillan UK. с. 233ff. ISBN 978-0230287549.
- Ebrahim, Hassen. The soul of a nation: Constitution-making in South Africa. (Oxford UP, 1998).
- Meredith, Martin (2007). Diamonds, Gold and War. The Making of South Africa. London: Simon & Schuster. ISBN 978-0-7432-8614-5.
- Pakenham, Thomas (1979). The Boer War. New York: Random House. ISBN 0-394-42742-4.
- Pretorius, Fransjohan. «Chapter Eight. Confronted With The Facts: Why The Boer Delegates At Vereeniging Accepted A Humiliating Peace To End The South African War, 31 May 1902.» Soldiers and Settlers in Africa, 1850—1918 (Brill, 2010) pp. 195–217.
- Worsfold, W. Basil, Lord Milner's Work in South Africa, New York: E.P. Dutton, 1906